# Liste der Monuments historiques in Bercenay-le-Hayer
Die Liste der Monuments historiques in Bercenay-le-Hayer führt die Monuments historiques in der französischen Gemeinde Bercenay-le-Hayer auf.

## Liste der Immobilien
| Bezeichnung            | Beschreibung | Standort                 | Kennzeichnung | Schutzstatus | Datum | Bild           |
| ---------------------- | ------------ | ------------------------ | ------------- | ------------ | ----- | -------------- |
| Dolmen Pierre couverte |              | östlich des Ortes (Lage) | PA00078287    | Classé       | 1959  | weitere Bilder |

## Liste der Objekte
| Bezeichnung                   | Beschreibung                               | Standort                                   | Kennzeichnung | Schutzstatus | Datum | Bild |
| ----------------------------- | ------------------------------------------ | ------------------------------------------ | ------------- | ------------ | ----- | ---- |
| Weihwasserkübel               | Bronze, 1564                               | in der Kirche Nativité-de-la-Vierge (Lage) | PM10002713    | Classé       | 1913  |      |
| Skulptur Unterweisung Mariens | Holz, weiß getüncht, 16. Jahrhundert       | in der Kirche Nativité-de-la-Vierge (Lage) | PM10002712    | Classé       | 1908  |      |
| Skulptur Madonna mit Kind     | Kalkstein, farbig gefasst, 15. Jahrhundert | in der Kirche Nativité-de-la-Vierge (Lage) | PM10002711    | Classé       | 1908  |      |